# Mellre Fisklösen
Mellre Fisklösen är en sjö i Laxå kommun i Västergötland och ingår i Motala ströms huvudavrinningsområde. Sjön är 5,5 meter djup, har en yta på 0,026 kvadratkilometer och befinner sig 218 meter över havet.